# Donald Norcross

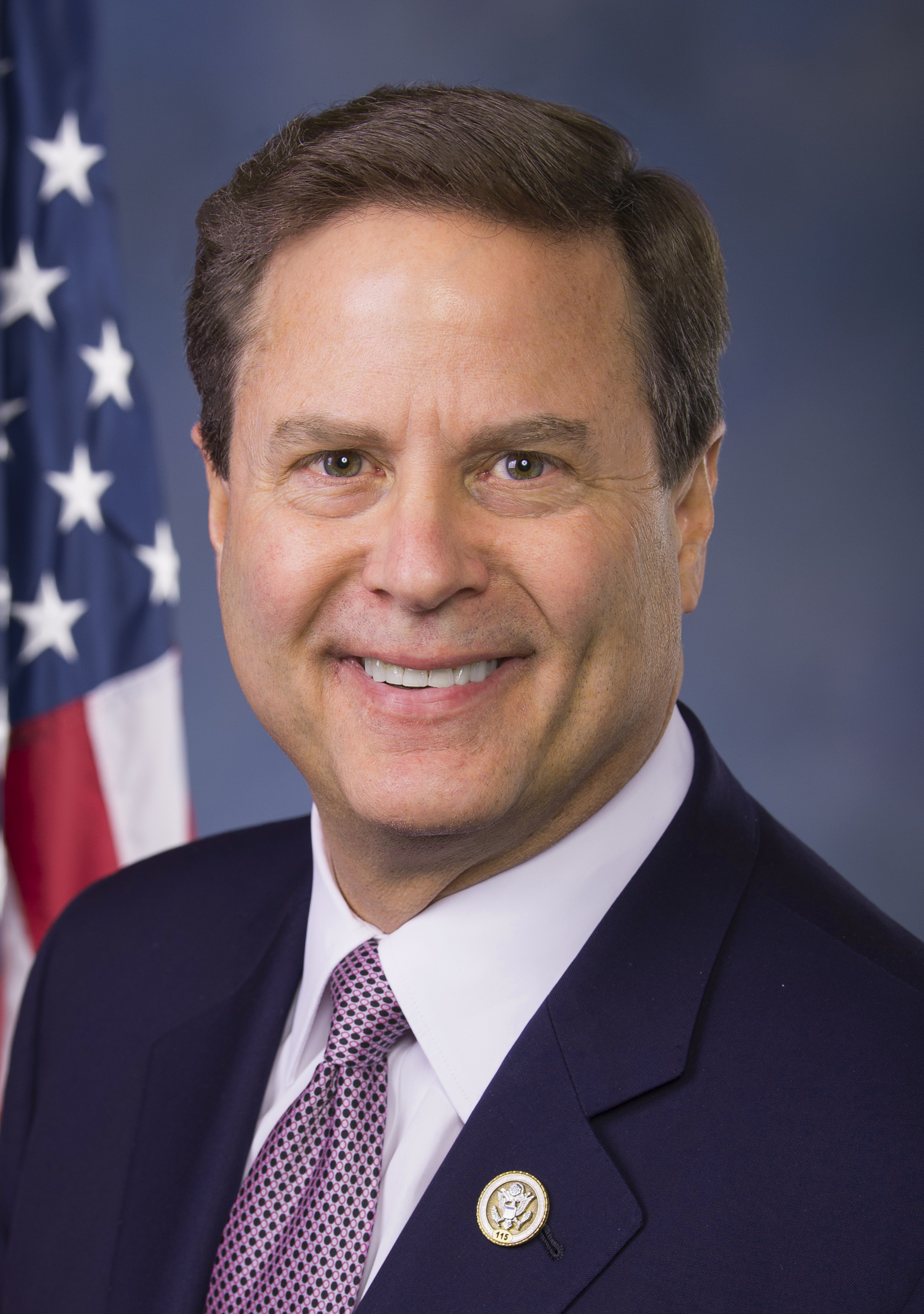
Donald Norcross (2017)

Donald W. Norcross (* 13. Dezember 1958 in Camden, New Jersey) ist ein US-amerikanischer Politiker der Demokratischen Partei. Seit November 2014 vertritt er den ersten Distrikt des Bundesstaats New Jersey im US-Repräsentantenhaus.

## Leben
Donald Norcross besuchte die Pennsauken High School in New Jersey. Im Jahr 1979 absolvierte er das Camden County College, wo er mit einem Associate Degree in Kriminalistik abschloss. Später arbeitete er aber in der Elektrobranche, wo er sich in der Gewerkschaftsbewegung engagierte. 16 Jahre lang war er Präsident des Southern New Jersey AFL-CIO Central Labor Council (Elektriker-Gewerkschaft in New Jersey).
Gemeinsam mit seiner Frau Andrea lebt er in Camden. Mit ihr hat er drei erwachsene Kinder.

## Politik
Politisch schloss er sich der Demokratischen Partei an. 2010 wurde er Abgeordneter in der New Jersey General Assembly. Noch im selben Jahr wechselte er in den Staatssenat, dem er bis 2014 angehörte. Bei den Kongresswahlen des Jahres 2014 wurde Norcross im ersten Wahlbezirk von New Jersey in das US-Repräsentantenhaus in Washington, D.C. gewählt, als Nachfolger von Robert Ernest Andrews, der bereits am 18. Februar 2014 von seinem Mandat zurückgetreten war. Die Wahl am 4. November 2014 war in diesem Distrikt zugleich die Nachwahl für die restliche Amtszeit Andrews’ bis zum 3. Januar 2015. Deshalb konnte Norcross sein Mandat sogleich nach seinem Wahlsieg über den Republikaner Garry Cobb antreten. Bei den fünf Kongresswahlen 2016 bis 2024 wurde er jeweils wiedergewählt. Seine aktuelle Legislaturperiode im Repräsentantenhaus des 119. Kongresses läuft bis zum 3. Januar 2027.

### Ausschüsse
Er ist aktuell Mitglied in folgenden Ausschüssen des Repräsentantenhauses:
- Committee on Armed Services
  - Seapower and Projection Forces
  - Tactical Air and Land Forces (Vorsitz)
- Committee on Education and Labor
  - Health, Employment, Labor, and Pensions
  - Workforce Protections
- Committee on Science, Space, and Technology
  - Energy
  - Space and Aeronautics